# Harald Blomberg
Harald Reinhold Pontus Blomberg, född 3 april 1917 i Stockholm, död 4 december 2009, var en svensk konstnär och teckningslärare.
Han var son till ingenjören Ragnar Blomberg och Sigrid Schüssler. Blomberg avlade teckningslärarexamen 1941 och studerade därefter konst vid Berggrens elevateljé och Henrik Blombergs målarskola i Stockholm samt under studieresor till Frankrike. Tillsammans med Herbert Walås och Kurt Palmqvist ställde han ut i Växjö 1948 och separat ställde han bland annat ut i Söderhamn. Han medverkade i samlingsutställningar med Sveriges allmänna konstförening och Gävleborgs konstförening.  Hans konst består av stilleben och landskapsmålningar.